# Teoria kwasów i zasad Brønsteda

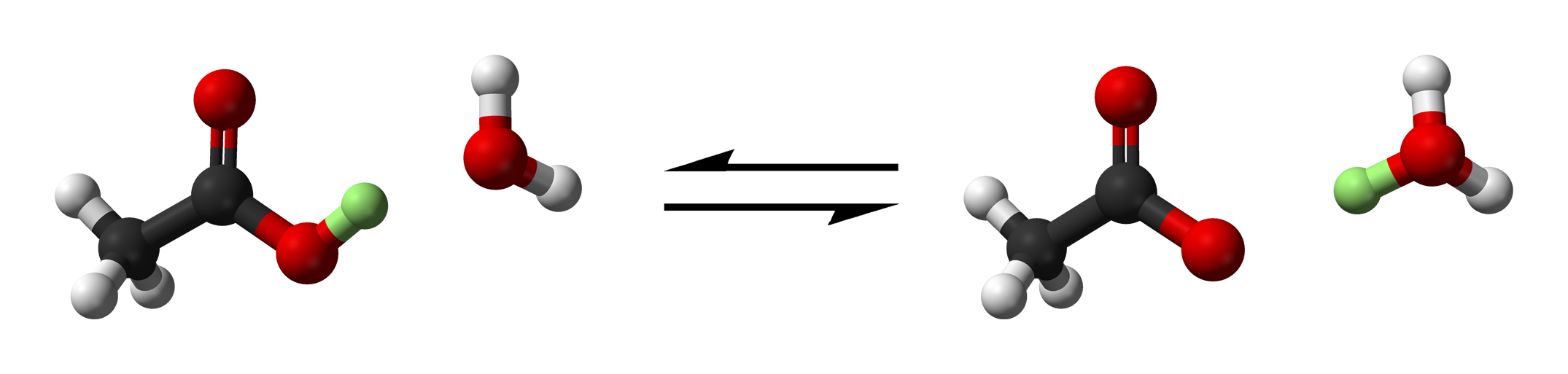
W reakcji odwracalnej cyklicznie dochodzi do przenoszenia protonu z kwasu na zasadę. Kwasami są tu CH3COOH oraz H3O+, zaś zasadami CH3COO- oraz H2O.

Teoria Brønsteda (także teoria Brønsteda-Lowry'ego, teoria kwasów i zasad Brønsteda) − teoria, która została sformułowana w 1923 roku niezależnie od siebie przez Johannesa Brønsteda i Thomasa Martina Lowry'ego, w myśl której kwasem jest substancja mogąca odłączać ze swojej cząsteczki jon wodorowy (proton), natomiast zasadą substancja, która przyłącza protony. Stąd kwas jest donorem protonu (protonodonorem), a zasada akceptorem protonu (protonoakceptorem).
Kwas po odłączeniu protonu staje się sprzężoną zasadą, natomiast zasada pobierając proton staje się sprzężonym kwasem:
kwas + zasada ⇌ sprzężona zasada + sprzężony kwas
Ogólny zapis równowagi kwasowo-zasadowej według teorii Brønsteda można przedstawić następująco:
HA + B ⇌ A− + HB+
gdzie: 
HA − kwas
B − zasada
A− − sprzężona zasada
HB+ − sprzężony kwas
Przykłady:
- HF + H
2O ⇌ F−
 + H
3O+
 − woda zachowuje się jak zasada.
- NH
3 + H
2O ⇌ NH+
4 + OH−
 − woda zachowuje się jak kwas.
- HSO−
3 + H
2O ⇌ H
2SO
3 + OH−
 − woda zachowuje się jak kwas.
- CH
3COOH + H
2O ⇌ CH
3COO−
 + H
3O+
 − woda zachowuje się jak zasada

## Amfiprotyczność

Amifiprotyczna natura wody

Ponadto, zgodnie z teorią Brønsteda, podczas autodysocjacji wody każda z cząsteczek  H
2O może być zarówno donorem, jak i akceptorem protonu:
H
2O + H
2O ⇌ H
3O+
 + OH−
 − woda zachowuje się zarówno jak kwas, jak i zasada, czyli jest związkiem amfoterycznym, dokładniej amfiprotycznym.
Autodysocjacji ulega też wiele innych rozpuszczalników protonowych i stosuje się dla nich analogiczną interpretację w kontekście teorii kwasów i zasad Brønsteda.
Im silniejszy jest kwas tym słabsza jest sprzężona z nim zasada.